# 홍현익
홍현익(1959년 ~ )은 대한민국의 정치학자이다.

## 학력
- 충암고등학교 졸업
- 서울대학교 사회과학대학 정치학과 학사
- 서울대학교 대학원 정치학 석사
- 파리 제1대학교 대학원 정치학 박사

## 경력
- 2003년 ~ 2004년 : 대통령비서실 국가안보실 정책자문위원
- 2004년 6월 ~ 2005년 5월 : 미 Duke대 객원연구위원 역임
- 2006년 ~ 2008년 : 대통령자문 정책기획위원회 위원 역임
- 2007년 ~ 2008년 : 대통령비서실 국가안보실 정책자문위원
- 2011년 ~ 2012년 : 세종연구소 안보전략연구실 실장, 수석연구위원
- 2013년 1월 ~ 2014년 12월 : 한국정치학회 부회장 역임
- 2015년 ~ 2016년 : 세종연구소 안보전략연구실 실장, 수석연구위원
- 2018년 1월 : 중소기업중앙회 통일경제준비위원
- 2018년 7월 ~ 2019년 8월 : 대통령직속 남북관계발전위원회 위원 역임 (통일부장관이 위원장, 각부차관 10명)
- 2018년 8월 : KB금융 자문위원
- 2019년 1월 ~ 2020년 5월 : 의회활동자문위원회 위원 역임 (국회의장 직속)
- 2019년 10월 ~ 2021년 8월: 대통령비서실 국가안보실 정책자문위원
- 2020년 1월 ~ 2021년 8월: 합동참모본부 정책자문위원
- 경기연구원 이사, 경기도 평화정책자문위 위원
- 2021년 8월 ~ 2023년 3월: 제6대 국립외교원장
- 2025년 2월 ~ : 더불어민주당 동북아평화협력특별위원회 부위원장
- 2025년 6월 ~ : 국정기획위원회 외교안보분과 위원장